# Modest Músorgski
Modest Músorgski (en ruso: Модест Петрович Мусоргский, romanización Modest Petróvich Músorgski) (Karevo, Gobernación de Pskov, 21 de marzo de 1839-San Petersburgo, 28 de marzo de 1881) fue un compositor ruso, integrante del grupo de «Los Cinco». Entre sus obras destacan la ópera Borís Godunov (1872), el poema sinfónico Una noche en el Monte Pelado (1867) y la suite para piano Cuadros de una exposición (1874).
Músorgski fue un innovador de la música rusa en el período romántico. Se esforzó por lograr una identidad musical exclusivamente rusa, a menudo desafiando deliberadamente las convenciones establecidas de la música occidental. Muchas de sus obras se inspiraron en la historia rusa, el folklore ruso y otros temas nacionales.
Durante muchos años, las obras de Músorgski se conocieron principalmente en versiones revisadas o completadas por otros compositores. Muchas de sus composiciones más importantes han adquirido póstumamente sus formas originales y algunas de las partituras originales ahora también están disponibles.

## Biografía
Modest Músorgski nació el 21 de marzo de 1839 (9 de marzo, según el calendario juliano), en la aldea rusa de Karevo (Pskov, al norte de Rusia), en una región campesina donde vivió sus primeros diez años. Su padre, Piotr Alekséievich Músorgski, era un terrateniente de origen campesino y su madre Yulia Ivánovna, pianista profesional, fue la encargada de iniciar a su hijo en el estudio de su instrumento cuando tenía seis años.
En 1849, ingresó junto a su hermano Filaret en la Escuela Pedro y Pablo (San Petersburgo), famosa por su tradición en la instrucción de la élite militar. Paralelamente recibió clases particulares de Anton Herke (más tarde titular de la cátedra de piano del Conservatorio de San Petersburgo). En 1852, ingresó en la Academia Militar de Oficiales de la Guardia Imperial y en 1856, como teniente, en el prestigioso regimiento Preobrazhenski. Allí permaneció hasta que en 1858, con diecinueve años, abandonó la carrera militar, para dedicarse enteramente a la música. 
Paralelamente, continuó su camino como compositor: en 1853 publicó su primera obra, Polca de los abanderados. A finales de la década de 1850 conoció a Aleksandr Dargomyzhski y a César Cui y, a través de ellos, entró en el Círculo de Mili Balákirev (de quien recibió clases de composición) y Vladímir Stásov.
La abolición de la servidumbre en Rusia (1861) trajo importantes consecuencias económicas, sociales y políticas al país. Prueba de ello fue la necesidad de Modest de hacerse cargo de su madre (viuda desde 1853) hasta su muerte en 1865. Ligado desde su nacimiento a la pequeña nobleza rural, Músorgski abandonó poco a poco dicho estrato, instalándose primero en una comuna en San Petersburgo y obteniendo un puesto de funcionario. A ello se le sumó su participación activa en la Kuchka (grupo de Los Cinco) que musicalmente se posicionó como progresista, frente al conservadurismo achacado a la élite intelectual aristócrata, seguidora de la música europea occidental.
En 1867, perdió su trabajo y decidió irse a casa de su hermano. Más tarde compartió apartamento con su colega profesional y maestro Rimski-Kórsakov hasta que este contrajo matrimonio en 1872. La última década de su vida la pasó trabajando en la administración pública, con la que compaginaba su tarea de composición. En 1880, perdió de nuevo su trabajo y se vio necesitado de la ayuda económica de la contralto Daria Leónova. El 24 de febrero de 1881, fue ingresado en el Hospital Militar Nikoláievski de San Petersburgo tras sufrir varios ataques epilépticos y permaneció allí hasta su muerte, el 28 de marzo de 1881.

## Elnacionalismo ruso

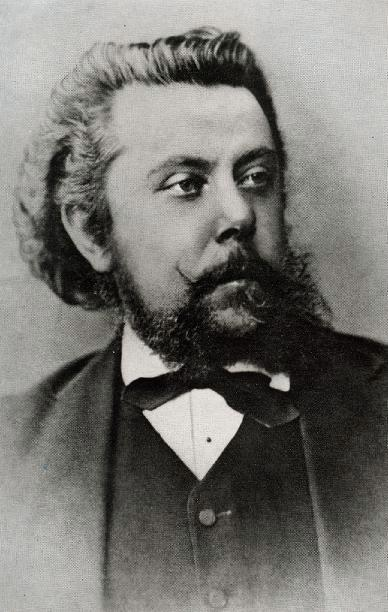
Músorgski.

El nacionalismo es la idea de que los miembros de una misma nación comparten una única identidad nacional que traspasa incluso las barreras sociales y se ve reflejada en sus expresiones culturales: la lengua, el canto, la danza... Se relaciona con aquello “natural”, de alguna manera innato y bueno (muy en relación con la idea del “buen salvaje” de Rousseau y el Volkgeist - alma del pueblo - de Herder; una ideología que se expande por toda Europa durante el siglo XIX).
Por tanto, en la Europa de aquel momento, la música "folklórica" (rural) empieza a definirse como aquella que no es creada como tal sino que brota por sí misma, como expresión de sentimientos, y comienza a contraponerse a la idea de una música culta, académica, “clásica”. Nikolái Chernyshevski, muy importante para entender la estética en el arte ruso de mediados del siglo XIX, contrapone en su Las relaciones estéticas del arte con la realidad (Эстетические отношения искусства к действительности, 1855) la canción folclórica (la canción natural, ligada a lo real) al canto de la ópera italiana (“artificial, calculado, adornado”).
Todo este entramado filosófico-estético encuentra su zenit musical en el famoso Círculo de Balákirev (kuchka, Los Cinco…),  grupo conceptualmente caracterizado por la visión de Vladímir Stásov, influyente personaje de la Nueva Escuela Rusa. Según Stásov, la música de Mili Balákirev, Aleksandr Borodín, César Cuí, Nikolái Rimski-Kórsakov y Músorgski seguía cuatro líneas principales: la ausencia de preconcepciones y de una fe ciega (lo que la hacía rechazar el academicismo occidental y sus formas), el elemento orientalista, una preferencia por la música programática (lo que era visto como progresista, ligado a lo real) y la búsqueda de un carácter nacional (con la inclusión del folklore). Por ello buscaban modelos, en ocasiones idealizándolos de cierta manera, en compositores como Mijaíl Glinka. Su período de mayor producción se ha enmarcado entre 1856 y 1863.

### Apunte sobre la historiografía
El nacionalismo impregna la cultura europea del siglo XIX pero también marca la recepción y la historiografía musical hasta nuestros días (sobre todo en lo que a la música rusa de dicho período se refiere). Esto ha dado como resultado una imagen idealizada de los compositores y sus obras en cuyo análisis a menudo se liga carácter nacional con folklorismo y autenticidad y a su vez con valores liberales o “progresistas” (que, en teoría, reflejaban los ideales de la emancipación social y nacional del pueblo ruso). Así, la música de Músorgski para la historiografía soviética ha sido etiquetada como populista y protorrevolucionaria (y hasta hoy por historiadores como Michael Russ o Dorothea Redepenning).
El hermetismo de esta visión idealizada ha hecho que toda la música del grupo se haya entendido como la expresión natural de aquella “alma del pueblo” ruso y su espíritu revolucionario, en contraposición a la visión más cosmopolita de músicos como Rubinstein, Chaikovski o Rajmáninov. Para relativizar esta concepción, el historiador Francis Maes recuerda que la expresión de dicho nacionalismo no reside en la música en sí misma, sino en el vínculo entre la composición y su contexto. Así aporta nuevas visiones del repertorio con el objetivo de deconstruir el discurso esencialista:
- El Grupo de los Cinco, entre otros músicos activos en torno a 1860, abrazó la corriente cultural nacionalista rusa para provocar el reconocimiento de su música. Una música que pudiera entenderse al mismo nivel (o incluso superior) de la “art music” occidental – hasta ese momento entendida en Rusia como pasatiempo y distinción de aristócratas. El recurso nacional era una vía directa de conexión con la vida de la sociedad rusa.[4]
- Existía un desacuerdo dentro del grupo en incluir canciones populares o no en sus obras y cómo debían ser entendidas. Para algunos solo debían usarse en situaciones donde encontrarlas en realidad, cantadas por personajes que representaran esa parte de la sociedad (muy en línea con el Realismo ruso). Otros hacían de sus personajes símbolos del carácter nacional. Pero no era una opinión unánime.[3]
- El Nacionalismo también ha servido como arma política y de propaganda, para desacreditar o acreditar una música y para valorar estéticamente una obra (y esto se ha visto acompañado de unas premisas ideológicas poco detectadas o reforzadas por cierto tipo de historiografía).[4]

## San Petersburgo y la cultura musical rusa
A mediados del siglo XIX, la música no jugaba un papel demasiado importante en la vida pública de la capital rusa. No existían grandes orquestas ni sociedades de conciertos. Tampoco había un sistema educativo (solo clases particulares como las que tomó Músorgski) ni una crítica musical potente. La música era privilegio de la aristocracia en una ciudad de alto nivel económico y por ella pasaban virtuosos europeos (Clara Schumann o Franz Liszt) y la opera italiana era un símbolo de distinción. En la fuertemente estratificada sociedad rusa, los músicos se equiparaban a los campesinos en derechos (a diferencia de pintores, escultores o actores que sí contaban con ciertos privilegios).
Antón Rubinstein fundó el Conservatorio de San Petersburgo en 1862, tras años de esfuerzo y no sin objeciones de la aristocracia y de otros músicos con aspiraciones profesionales como Mili Balákirev. Este último se opuso a cualquier forma de educación académica y, como alternativa, se rodeó entre 1856 y 1863 del grupo de músicos (kuchka) a los que pretendía enseñar según sus principios. Todos ellos tenían la posibilidad económica para dedicarse a ello. Borodín era químico, Cui ingeniero y el resto ostentaba algún cargo militar.
La falta de conocimiento técnico en la composición de Balákirev se deja ver también en la de las obras de Músorgski, que veía el conservatorio como antimusical y artificial. Hay quien ha querido entender la falta de entrenamiento académico de Músorgski como una consecuencia de un paulatino empobrecimiento económico. Cierto es que abandonó la carrera militar y su estado económico empeoró, pero la explicación más plausible a día de hoy es la visión denostada que tanto Músorgski como el resto del grupo mostraba hacia el academicismo y lo que significaba. Es por ello que ideológica y estéticamente también se defendió desde un cierto nacionalismo y, sobre todo, desde el realismo: quería que sus obras dieran la sensación de vida, de realidad y para ello, las formas de la composición escolástica significaban un gran impedimento.
Durante dos décadas, el repertorio del Conservatorio y de la Sociedad Musical Rusa fue tachado por la prensa (en concreto por el crítico Aleksandr Serov) de «alemán, conservador y pasado de moda». Los artículos de Stásov y Cui también siguieron una línea similar a la de Serov (aunque con diferencias). Poco a poco fueron creando dos categorías estéticas que diferenciaban entre la libertad creativa del grupo de Balákirev y el academicismo del método de Rubinstein.
Antón Rubinstein acababa de crear la Sociedad Musical Rusa y de fundar el Conservatorio de San Petersburgo cuando una afilada diferencia de opiniones surgió entre el campo conservador y el progresista. Rubinstein era el campeón del primero. Los progresistas se separaron en dos bandos: el círculo de Balákirev —inspirado por Liszt— y Serov, quien escogió a Wagner como su mentor.” Hay que entender conservador aquí en el sentido de que Rubinstein echaba la mirada hacia Viena y buscaba referentes en nombres como Schubert y Chopin, pero no en Liszt ni en Wagner. Esto no debe entrar en contradicción con sus acciones institucionales o políticas: la lucha personal que emprendió tenía como objetivo el desarrollo de la cultura musical de la ciudad, siguiendo los referentes de las ciudades europeas donde había estudiado y ejercido.

## Realismo ruso
Según Francis Maes, podría entenderse como una adaptación de la filosofía realista rusa la conexión entre forma y contenido que proponía el círculo de Balákirev. Para ellos la realidad empírica era la única realidad y la belleza no era una mera abstracción intelectual sino que cambiaba arrastrada por el cambio del mundo real. Un objeto bello era el que expresaba o hacía recordar a la vida (con todo lo que ello conllevaba). La influencia del positivismo puede verse en la concepción de que el sujeto del arte no es la abstracción del intelecto sino la “realidad objetivamente observable”. Y cantar era para ellos algo natural y real en sí mismo.
De aquí que mostraran su falta de instrucción técnica como algo que les permitía expresar espontáneamente sus emociones, a la vez que se acercaron al empirismo mediante el elegido método del realismo musical.  
Dos tipos de expresiones sujetas a este concepto se han entendido en la producción de Músorgski. La primera su producción vocal, por ser entendido en dicho paradigma el canto como la expresión musical más “natural” y real. También por la adecuación en el trabajo del compositor de la música y las características de la lengua rusa. La segunda y más evidente son obras como Cuadros de una exposición, que tienen un referente directo en la realidad y que de alguna manera trata de imitarlo o simularlo: un objeto visual artístico concreto, con unos personajes, unos espacios, unas historias... pero sobre todo unas emociones y unas vivencias.

## Obras
La música vocal de Músorgski evita generalmente las líneas melódicas y el fraseo simétrico y tiende a ajustarse lo más estrechamente posible a los acentos del habla normal. Rasgo destacado de las melodías de Músorgski es su carácter modal. Ajeno al uso convencional de la armonía, crea nuevas armonías. El realismo, que constituye un rasgo tan destacado de la literatura rusa del siglo XIX, está ejemplificado en Músorgski no solo en el hecho de imitar la palabra hablada, sino en la descripción musical. Como otros compositores rusos, Músorgski construye sus efectos mediante la repetición y acumulación y no por medio de un desarrollo temático.
Su legado musical consta de una treintena de canciones, entre las que sobresalen La habitación de niños (conformada por siete obras que se consideran lo mejor de Músorgski, las cuales desde su estreno le aportaron popularidad a su autor); Cantos y danzas de la muerte; La canción de la pulga (con letra del dramaturgo alemán Wolfgang Goethe); ocho composiciones corales; la ópera Borís Godunov; el drama musical Jovánschina, El matrimonio (primer acto), comedia musical; La feria de Soróchinets; las composiciones orquestales Scherzo en si bemol, Intermezzo, Marcha a la turca, Una noche en el Monte Pelado.

### Música parapiano
- El alférez (polca)
- Pequeño scherzo
- Intermezzo
- Cuadros de una exposición
- Meditación
- Una lágrima
- La sinfonía
- Costurera
- En Crimea (Capricho Gurzuf)
- En la aldea
- Gopak
- Scherzo en do sostenido menor
- Impromptu (con letra de Goethe)
- Recuerdo de infancia
- Niania y yo
- Primer castigo
- Allegro de sinfonía
- Marcha (para el 25° aniversario de la coronación del zar Alejandro II)
- El deseo (con letra de Heinrich Heine)
- Una noche en el Monte Pelado

Sus dos obras más conocidas en el mundo occidental son la ópera Borís Godunov (basada en episodios de la historia rusa) y su composición para piano Cuadros de una exposición, que posteriormente el compositor francés Maurice Ravel adaptó para orquesta, lo que hizo que tuviera mayor difusión fuera de su país. Cuadros de una exposición basada en la obra pictórica de su amigo entonces recientemente fallecido: Víktor Hartmann la cual entre otras versiones célebres como la de Maurice Ravel también fue versionada y tocada por el grupo Emerson, Lake & Palmer y tienen un disco titulado igual que la obra de Músorgski. Isao Tomita, compositor japonés de música electrónica, grabó la versión original de la obra Cuadros de una exposición, únicamente con sintetizadores. Fue su segundo álbum oficial publicado en 1975.